# Chibbat Zion

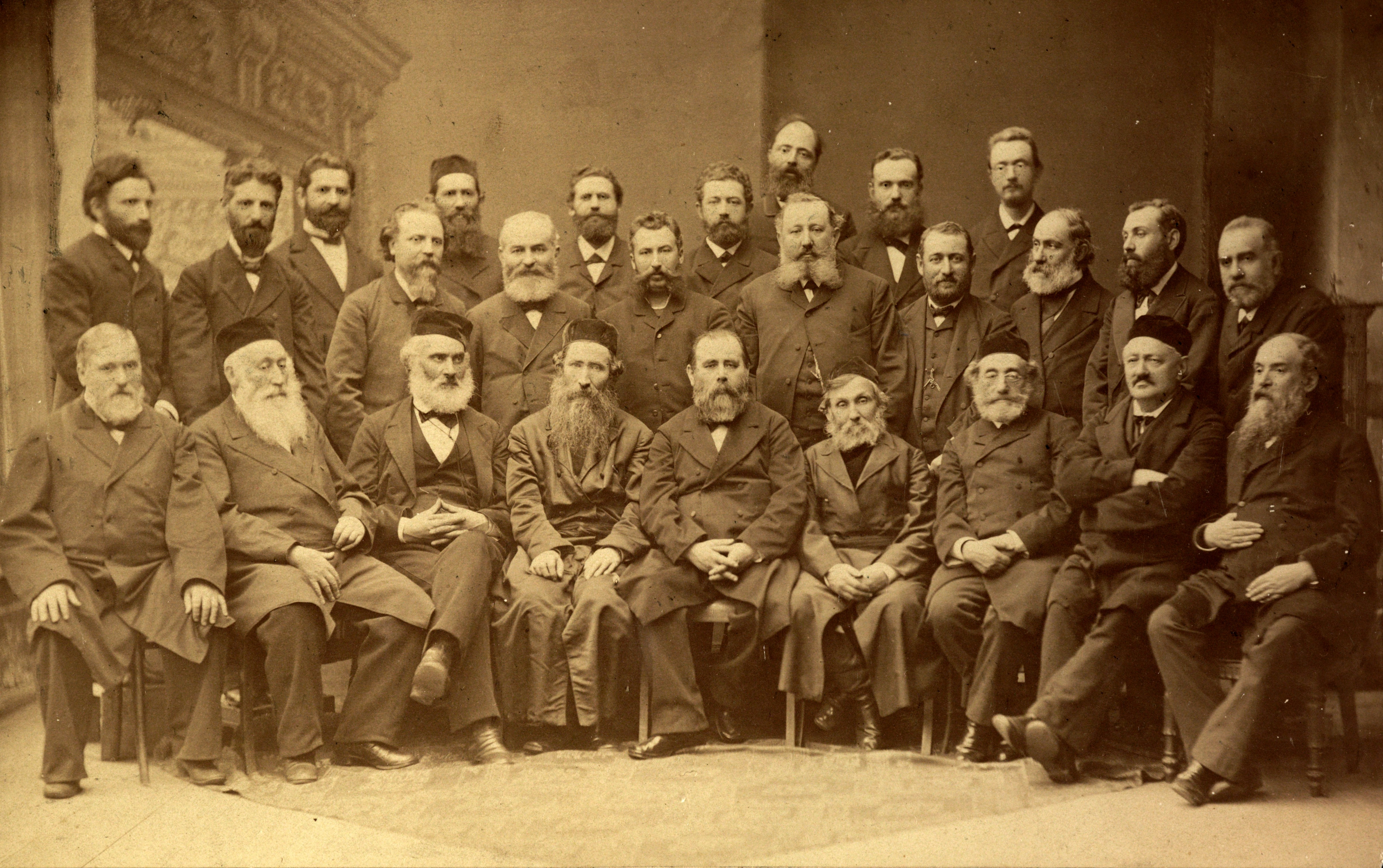
Kattowitzer Konferenz 1884

Chibbat Zion (hebräisch חיבת ציון, übersetzt Zionsliebe) war eine jüdische Bewegung in Europa seit 1881. Sie gilt als erste zionistische Organisation. Ihre Mitglieder/Anhänger nannten sich Chovevei Zion (Chowewe Zion, deutsch Zionsliebende, Zionsfreunde). Zu ihnen gehörten die Gründer von Rischon LeZion, Zichron Ja’akow und Rosch Pina. In Großbritannien nannten sie sich auch „Zelte“ (bibelromantisch).

## Geschichte
1881 entstanden in Rumänien die ersten Gruppen Chibbat Zion, deren Ziel eine Auswanderung (Alija) nach Erez Israel war. Ende 1881 fand die erste Konferenz in Focșani statt, Sitz des Zentralkomitees wurde Galați. Im Russischen Reich bildeten sich nach den Judenpogromen von 1881/1882 erste Zirkel. Wichtige Akteure waren Mosche Leib Lilienblum in Odessa und der Rabbiner Samuel Mohilever in Białystok. Leon Pinsker in Odessa schrieb 1882 sein Buch „Autoemanzipation“ und bildete damit die ideologische Basis der Bewegung. Er rief zur Selbstbefreiung und zur Etablierung eines territorialen Zentrums für das jüdische Volk auf.
1884 fand in Kattowitz (Deutsches Reich) ein erster multinationaler Kongress statt, der die Gruppen der verschiedenen Länder zu einer gemeinsamen Organisation zusammenfassen sollte. Erster Vorsitzender wurde Leo Pinsker. Sitz des Zentralkomitees wurde Berlin. Weitere wichtige Persönlichkeiten waren Max E. Mandelstamm in Kiew, Abraham Bär Gottlober in Dubno, Mordekhai David Brandstetter (1844–1928) in Tarnów, Peretz Smolenskin in Wien und Meran und Aharon David Gordon bei Schitomir.
Der Sitz für Russland wurde Odessa (Odessa-Komitee). 1890 erhielt Chibbat Zion die offizielle Erlaubnis der russischen Regierung, eine „Gesellschaft zur Unterstützung jüdischer Bauern und Handwerker in Syrien und Palästina“ zu gründen. In der Folge wurden in ganz Russland Gelder gesammelt, die u. a. zum Aufbau von Rechovot und Chadera beitrugen. In Chadera erwarb die Organisation 30.000 Dunam von einem arabischen Großgrundbesitzer.
Als 1897 die Zionistische Weltorganisation gegründet wurde, traten ihr die meisten Chibbat-Zion-Gruppen bei.
Das Odessa-Komitee wurde 1919 von den Bolschewiki aufgelöst.

## Weitere Organisationen
In Deutschland wurde das Anliegen, die jüdische Besiedlung Palästinas zu fördern, auch durch den Verein Esra verfolgt, der 1884 in Berlin gegründet worden war.